# Xylopia vielana
Xylopia vielana är en kirimojaväxtart som beskrevs av Jean Baptiste Louis Pierre. Xylopia vielana ingår i släktet Xylopia och familjen kirimojaväxter. Inga underarter finns listade i Catalogue of Life.